# Церковь Вознесения Господня (Круглое)
Церковь Вознесения Господня (Вознесенский храм) —  православный храм в селе Круглое Ростовской области. Относится к Азовскому благочинию Ростовская и Новочеркасская епархии Русской православной церкви.

## История
Первая церковь, деревянная, была построена в селе в 1851 году и в 1855 году сгорела до основания. После этого в 1859 году был построен также деревянный молитвенный дом. В 1905 году в Круглом было построено новое, кирпичное здание Вознесенской церкви с колокольней. Здание храма и колокольни были покрыты железом, окрашенным масляной краской.
Церковь была трёхпрестольной, её приделы были освящены в честь Рождества Пресвятой Богородицы и в честь Архистратига Михаила. В этом же году при храме было организовано церковно-приходское попечительство. Здание храма имело одну большую и четыре малых главы, а также еще два главка над боковыми выходами. Колокольня была трёхъярусной.
Как и многие храмы Ростовской епархии, Вознесенский храм был закрыт и полностью разрушен в 1930-е годы. Во время Великой Отечественной войны богослужения возобновились уже в молитвенном доме, также освященном в честь Вознесения Господня. С момента своего второго открытия приход более не закрывался. Службы постоянно совершались в старом молитвенном доме вплоть до конца XX века. В 1999 году Свято-Вознесенскому приходу местной администрацией было передано новое деревянное здание, в котором богослужения совершаются по настоящее время.
В 2008 году был проведен текущий ремонт храма. В 2009 году выполнена внутренняя побелка и внешняя покраска здания храма, отремонтировано здание воскресной школы.
Настоятелем долгое время был иерей Николай Васильевич Краснослободцев. В 2016 году новым настоятелем стал иеромонах Рафаил (Митрофанов).